# Алекс Абринес
Алехандро Абринес Редондо (шп. Alejandro Abrines Redondo; Палма де Мајорка, 1. август 1993) бивши је шпански кошаркаш. Играо је на позицијама бека и крила.

## Биографија
Сениорску каријеру започео је у сезони 2010/11. када је играо у Ахаркуији, тадашњем развојном тиму Уникахе. Наредне сезоне добио је прилику и у првом тиму Уникахе, али је био и на позајмицама у Ахаркуији. У јулу 2012. прешао је у Барселону. На НБА драфту 2013. изабран је у другој рунди као укупно 32. пик од стране Оклахома Сити тандера. Са Барселоном је остао до 2016. године и за то време освојио по једно национално првенство, куп. и суперкуп. Такође је проглашен за Евролигину звезду у успону за сезону 2015/16. У јулу 2016. постаје члан Оклахома Сити тандера. Играч Оклахоме је био до фебруара 2019. када је отпуштен због приватних разлога. У дресу Оклахоме је одиграо 174 утакмице на којима је просечно бележио 5,3 поена по мечу. У јулу 2019. се вратио у Барселону.
Са јуниорском репрезентацијом Шпаније освојио је златну медаљу на Европском првенству 2011, а том приликом проглашен је за најкориснијег играча и члана идеалног тима такмичења. Годину дана касније био је и део селекције која је дошла до бронзе на Европском првенству за младе. За сениорски национални тим први пут је играо на Светском првенству 2014. године.

## Успеси

### Клупски
- Барселона:
  - Првенство Шпаније (2): 2013/14, 2020/21.
  - Куп Шпаније (3): 2013, 2021, 2022.
  - Суперкуп Шпаније (1): 2015.

### Репрезентативни
- Европско првенство до 18 година:  2011.
- Европско првенство до 20 година:  2012.
- Олимпијске игре:  2016.
- Европско првенство:  2017.

### Појединачни
- Звезда у успону Евролиге (1): 2015/16.
- Најкориснији играч Европског првенства до 18 година (1): 2011.